# Hipparchia christenseni
Hipparchia christenseni är en fjärilsart som beskrevs av Otakar Kudrna 1977. Hipparchia christenseni ingår i släktet Hipparchia och familjen praktfjärilar. IUCN kategoriserar arten globalt som livskraftig. Inga underarter finns listade i Catalogue of Life.